# Судбина (албум)
Судбина је четврти студијски албум српског поп певача Жељка Самарџића, издат 1995. године за Лаки саунд и Гетекс. На овом албуму радили су Срђан Чолић и Марина Туцаковић, и овај албум је прекретница у каријери певача, доноси му успех и популарност.

## Списак песама
Аутор(и) свих текстова: Марина Туцаковић осим 2, 4 Александар Милић, аутор(и) свих песама: Александар Фута Радуловић.
| №  | Назив                      | Трајање |  |
| 1. | Име ти је судбина          | 3:01    |  |
| 2. | Слутим                     | 3:09    |  |
| 3. | Зашто си ме дала           | 3:22    |  |
| 4. | Чувај ме од заборава       | 3:36    |  |
| 5. | Сипајте ми још један виски | 4:05    |  |
| 6. | Лагала си ме               | 2:58    |  |
| 7. | Минути су ови брзи         | 2:42    |  |
| 8. | Боже чувај ту жену         | 3:22    |  |